# De ogen van Wu Manchu
De ogen van Wu Manchu is een stripalbum van Agent 327, getekend door Martin Lodewijk. Het album bevat het dossier De ogen van Wu Manchu en het daarop aansluitende avontuur van Olga Lawina De schorsing, die voor het eerst verschenen zijn in stripweekblad Eppo, respectievelijk in 1982 (nr. 36 t/m 52) en 1983 (nr. 17 t/m 19). Het album is het elfde (en laatste) deel van de Oberon/Eppo-reeks, in 1983 uitgegeven door Oberon, en tevens het elfde deel van de nieuwe (op tekst bijgewerkte en opnieuw ingekleurde) reeks, in 2003 uitgegeven door Uitgeverij M.
De ogen van Wu Manchu is een vervolg op het dossier De gesel van Rotterdam.

## Inhoud

### De ogen van Wu Manchu
Sinds De gesel van Rotterdam is al bijna anderhalf jaar verstreken. Rotterdam wordt nu echter opgeschrikt door nieuwe problemen. Nachtelijke wandelaars worden aangetroffen in overspannen toestand, en kunnen nog slechts één zin uitbrengen: "De ogen van Wu Manchu!!" Blijkbaar is Wu Manchu ontsnapt aan de explosie in haar hoofdkwartier. Wellicht liggen er geheime gangen onder Katendrecht. Daarom moet Agent 327 bouwplannen opvragen bij de burgemeester van Rotterdam, Steven Specerij. Als er een aanslag op Specerij gepleegd wordt en deze haar wortels lijkt te vinden in de zaak Wu Manchu, krijgt Agent 327 opdracht Specerij te schaduwen. Dit wordt hem bijna noodlottig, maar uiteindelijk blijkt dat Specerij en vele anderen (zelfs Victor Baarn!) onder invloed van Wu Manchu zijn gebracht, die op het punt staat de macht in Nederland over te nemen door chaos te ontketenen. De vraag is vanuit welk punt. Dan krijgt 327 hulp uit onverwachte hoek: Olga Lawina blijkt nog springlevend, en als handlangster van de Drie van de Acht zal ze alles eraan doen om Wu Manchu te stoppen.

### De schorsing
In dit verhaal speelt Olga Lawina de hoofdrol in plaats van Agent 327. Het sluit aan op het voorafgaande. Aangezien Wu Manchu inderdaad met haar hulp tegengehouden is, maar Wu Manchu zelf ontsnapt is, wordt Olga door haar werkgevers, de Drie van de Acht, een etmaal lang geschorst. Dat wil zeggen: zo lang staat er een prijs op haar hoofd, en moet ze zien te overleven. Als dat lukt kan ze de premie zelf opstrijken. Alle medewerkers van de Drie van de Acht azen dan ook op die premie onder wie Boris Kloris en zijn maatjes. Agent 327 weet echter een bloedbad te voorkomen.

## Trivia
- In het dossier wordt gesproken over een voormalige burgemeester van Rotterdam, "André van der Auw", die volgens de Chef "in de landspolitiek [was] gegaan. Hij is minister van Cultuurcreatie en Schappelijk Werk geworden." Zijn opvolger, Steven Specerij, is gebaseerd op Bram Peper. Op het moment van publicatie van het dossier De ogen van Wu Manchu in stripweekblad Eppo was Bram Peper de kersverse burgemeester van Rotterdam; hij was vijf maanden eerder benoemd.
- Nero uit de Vlaamse stripreeks Nero en Lambik uit Suske en Wiske hebben een cameo in dit album. Andere figuren uit de stripreeks Nero zouden ook in het album De golem van Antwerpen opduiken.
- In De Schorsing pakt Olga Lawina 's avonds laat tram 5 naar de Coolsingel waar ze zich zogenaamd laat neerschieten door Agent 327. De dienstdoende tram (362) had een themabeschildering van Martin Lodewijk en was destijds ook te zien in een aflevering van de AVRO-serie Mensen zoals jij en ik.